# التانغو الأخير في باريس
التانغو الأخير في باريس (بالإيطالية: Ultimo tango a Parigi) هو فيلم شبقي ودراما من إنتاج عام 1972 وإخراج برناردو بيرتولوتشي. يصور الفيلم رجلاً أمريكياً غدا أرملاً مؤخراً، يلتقي بفتاة باريسية وينخرطان في علاقة جنسية بهويات مجهولة. من بطولة مارلون براندو وماريا شنايدر وجان بيير لاود.
أدت الصورة الأولية عن الفيلم بأنه يصور العنف الجنسي والصدمات العاطفية إلى جدل عالمي واجتذبت مستويات مختلفة من الرقابة الحكومية في جميع أنحاء العالم. عندما عُرض في الولايات المتحدة الأمريكية اقتطع منه أكثر مشهد مثير للجدل وأعطته جمعية الفيلم الأمريكي تقييم إكس. بعد إجراء تنقيحات على رمز تقييم جمعية الفيلم الأمريكي في عام 1997، أعاد نظام جمعية الفيلم الأمريكي لتقييم الأفلام تقييم الفيلم على أنه إن سي-17 بسبب «بعض المحتويات الجنسية الصريحة». أصدرت مترو غولدوين ماير رقابة مخفضة من النوع آر عام 1981.

## الحبكة
يلتقي بول (براندو)، وهو رجل أمريكي مالك فندق يعيش حالةً من الحزن إثر انتحار زوجته روزا، بشابة باريسية تدعى جين (ماريا شنايدر) في شقة يهتم كلاهما باستئجارها. يأخذ بول الشقة بعد أن تحصل علاقة جنسية بهويات مجهولة بينهما هناك. ويصر على أنه يجب ألا يشارك أي منهما أية معلومات شخصية مع الآخر حتى الأسماء، مما يثير جزع جين. تستمر العلاقة إلى أن تصل جين إلى الشقة في أحد الأيام لتجد أن بول قد غادرها دون سابق إنذار.
يلتقي بول بجين في الشارع فيما بعد ويخبرها أنه يريد تجديد العلاقة. يخبرها عن المأساة الأخيرة المتعلقة بزوجته. خلال سرده لقصة حياته، يتجولان في حانة التانجو ويستمر بإخبارها عن نفسه. اتضاح هوياتهم وكشفهم عنها يجعل جين تشك في العلاقة وتستيقظ من الوهم. تخبره بأنها لا تريد الاستمرار في العلاقة ولا تريد رؤيته مجدداً، يطاردها بول في شوارع باريس طوال الطريق إلى شقتها ويخبرها بأنه يحبها ويريد معرفة اسمها رافضاً أن يدعها وشأنها.
تسحب جين مسدساً من الدرج، تخبر بول باسمها وتطلق عليه النار. يتمايل بول على الشرفة، مصاباً بجروح قاتلة، ومن ثم ينهار ويسقط. عندما يموت بول، تتمتم جين إلى نفسها، مذهولةً، بأنه كان مجرد رجل غريب حاول اغتصابها وهي تجهل هويته، وتحضّر نفسها لاستجوابها من قبل الشرطة كما لو كانت في تجربة أداء.

## الإنتاج
طوّر بيرناردو بيرتولوتشي الفيلم مستلهماً إياه من تخيلاته الجنسية: «إذ أنه حلم ذات مرة أنه مارس الجنس مع امرأة مجهولة الهوية التقى بها صدفةً في الشارع». كتب بيرتولوتشي السيناريو بالاشتراك مع أنجس فيردا (الحوار الإضافي) وفرانكو أركالي. حُوّل الفيلم لاحقاً إلى رواية من قبل روبرت آلي. أخرج بيرتولوتشي الفيلم وقام فيتوريو ستورارو بالتصوير السينمائي.
كان بيرتولوتشي يهدف في الأساس أن تكون دومينيك ساندا، التي طورت الفكرة معه، ضمن طاقم الممثلين، بالإضافة إلى جان لويس ترنتيجنانت. رفض جان الدور، وحين قبل براندو الدور كانت دومينيك حاملًا وقررت عدم المشاركة في الفيلم أيضاً. تلقى براندو نسبة من أرباح الفيلم قُدرت بحدود 3 ملايين دولار أمريكي.
استلهم بيرتولوتشي، الذي كان شغوفاً بالفن، من أعمال الفنان البريطاني إيرلندي الأصل فرانسيس بيكون في افتتاحية طاقم العمل. وفقاً للفنان الأمريكي آندي وورهول فإن فيلم التانجو الأخير في باريس استوحى من فيلمه «فيلم أزرق» الذي صدر قبل بضع سنوات عام 1969.
بعد إصدار الفيلم، رُفعت عدة دعاوى قضائية جنائية في إيطاليا ضد الفيلم بسبب «شموليته الجنسية غير المبررة والمستفحلة». أمر الحكم النهائي الصادر عن محكمة الاستئناف الصادر في 29 يناير 1976 بأن يُصادر الفيلم من قبل الرقابة وأن تُدمر جميع نسخه. حُكم على كل من كاتب السيناريو فرانكو أركالي والمنتج ألبرتو جريمالدي والمخرج برناردو بيرتولوتشي ومارلون براندو بالسجن لمدة شهرين مع تعليق الحكم.

### مشهد الاغتصاب
يحتوي الفيلم على مشهد يقوم فيه بول باغتصاب جين من الشرج باستخدام الزبدة كمزلق. في حين أن الاغتصاب كان مجرد محاكاة إلا أن المشهد لازال يحمل تأثيراً سلبياً على شنايدر. في مقابلة معها عام 2006، قالت شنايدر أن المشهد لم يكن ضمن السيناريو وحين أخبروها غضبت للغاية ورمت كل شيء. ولا أحد بإمكانه إجبار شخص على القيام بشيء غير موجود في السيناريو ولكنها لم تكن تعلم ذلك. في عام 2007، سردت شنايدر مشاعر الإذلال الجنسي المتعلقة بمشهد الاغتصاب:
«أخبروني عن ذلك قبل تصوير المشهد مباشرةً، وكنت غاضبة للغاية، كان ينبغي عليّ أن أتصل بوكيل أعمالي أو أن أحضر محامي الخاص لأنه لا يمكنك إجبار شخص على فعل شيء ما غير موجود في السيناريو، ولكنني لم أعرف ذلك وقتها. قال لي مارلون: ماريا لا تقلقي إنه مجرد فيلم، ولكن خلال المشهد ورغم أن ما يفعله براندو كان مجرد تمثيل إلا أنني كنت أذرف دموعاً حقيقية، شعرت بالإذلال، ولكي أكون صادقة شعرت قليلاً أنني اغتصبت من قبل براندو وبيرتولوتشي سويةً، وبراندو لم يقم بمواساتي ولم يعتذر بعد المشهد، لحسن الحظ أن المشهد صُور مرة واحدة فقط»
عام 2011، نفى بيرتولوتشي أنه «سرق شبابها» (كانت في التاسعة عشر من العمر عندما صُور الفيلم) وعلق: «الفتاة لم تكن ناضجة كفاية لتدرك ما يحصل». بقيت شنايدر على صداقة مع براندو حتى وفاته عام 2004 ولكنها لم تتصالح مع بيرتولوتشي قط. وادعت أيضاً أن الفيلم جنى ثروة لبيرتولوتشي وبراندو في حين أنها كسبت القليل جداً من المال.
توفيت شنايدر عام 2011، وفي عام 2013 تحدث بيرتولوتشي عن تأثير الفيلم على شنايدر في البرنامج التلفزيوني الهولندي كوليدج تور. في المقابلة، أوضح برتولوتشي أنه على الرغم من أن مشهد الاغتصاب كان في النص، إلا أن تفاصيل استخدام الزبدة كمزلق كانت مرتجلة في يوم إطلاق النار ولم تعرف شنايدر عن استخدام الزبدة مسبقاً. قال بيرتولوتشي أنه يشعر بالذنب ولكنه ليس نادماً على ذلك. قال بيرتولوتشي أنه قرر مع براندو ألا يخبروا شنايدر شيئاً وذلك كي تكون الاستجابة أكثر واقعية.
في نوفمبر عام 2016، نُشرت نسخة مختلفة من مقابلة عام 2013 مع كوليدج تور على اليوتيوب من قبل الموندو دي أليسيا الإسبانية غير الربحية في اليوم الدولي للقضاء على العنف ضد المرأة مصحوبةً بتصريح يخلص إلى أن المشهد قد استغل شنايدر نفسياً وربما جسدياً حتى. لفت هذا النظر عندما كتب توم بتلر، كاتب الأفلام على ياهو، مقالاً حول الموضوع مما دفع العديد من المشاهير إلى إدانة الفيلم وبيرتولوتشي، وعلقت العديد من الصحف على القصة وذكرت أن بيرتولوتشي «اعترف» أن شنايدر اغتصبت في موقع التصوير، مما دفع بيرتولوتشي إلى إصدار تصريح يفيد بأن المشهد كان مجرد محاكاة وشنايدر لم تُغتصب فعلياً.

صور بيرتولوتشي أيضاً مشهد يُظهر أعضاء براندو التناسلية، ولكنه أوضح في عام 1973: «لقد تصالحت مع نفسي أمام براندو لدرجة أنني قطعت المشهد من باب العار الذاتي، إذ شعرت أن إظهاره عارياً بمثابة إظهار نفسي». أعلنت شنايدر في مقابلة أن «مارلون قال إنه شعر أنه اغتصب وأنه تم التلاعب به وكان عمره 48 عاماً وكان مالون براندو!». وعلى غرار شنايدر، أكد براندو أن مشهد الجنس كان مجرد محاكاة. قال بيرتولوتشي عن براندو أنه كان «وحشاً كممثل ولكن لطيفًا جداً كإنسان». رفض براندو التحدث إلى برتولوتشي لمدة 15 عاماً بعد اكتمال الإنتاج. قال برتولوتشي:
«كنت أعتقد أنه مثل الحوار إذ كان يجيب على أسئلتي بطريقةٍ ما. عند انتهاء الفيلم وعندما شاهده اكتشفت أنه أدرك ما كنا نفعله وأنه يقدم الكثير من خبرته الشخصية، لقد كان مستاءً مني بشدة فقلت له: أنت كبير، وأكبر مني حتى، ألم تدرك ما كنت تفعله؟ ولم يتكلم معي لسنوات بعدها»

## الميزانية والإيرادات
بلغت تكلفة إنتاج الفيلم حوالي 1.25 مليون دولار بينما حقق إيرادات تقدر بـ 96.3 مليون دولار.

## وصلات خارجية
- لاست تانغو في باريس على موقع IMDb (الإنجليزية)
- لاست تانغو في باريس على موقع ميتاكريتيك (الإنجليزية)
- لاست تانغو في باريس على موقع الموسوعة البريطانية (الإنجليزية)
- لاست تانغو في باريس على موقع روتن توميتوز (الإنجليزية)
- لاست تانغو في باريس على موقع نتفليكس (الإنجليزية)
- لاست تانغو في باريس على موقع قاعدة بيانات الأفلام العربية
- لاست تانغو في باريس على موقع ألو سيني (الفرنسية)
- لاست تانغو في باريس على موقع Turner Classic Movies (الإنجليزية)
- لاست تانغو في باريس على موقع أول موفي (الإنجليزية)
- لاست تانغو في باريس على موقع بوكس أوفيس موجو (الإنجليزية)